# 718-я пехотная дивизия (вермахт)
718-я пехотная дивизия (нем. 718. Infanterie-Division) — тактическое соединение сухопутных войск вооружённых сил нацистской Германии периода Второй мировой войны. 1 апреля 1943 переформирована в 118-ю егерскую дивизию.

## История
718-я пехотная дивизия была сформирована 30 апреля 1941 года в Австрии во время 15-й волны мобилизации для оккупационной службы на Балканах. В мае 1941 года только что сформированная 718-я пехотная дивизия была направлена в Югославию и размещена на территории марионеточного Независимого государства Хорватия. Штаб дивизии размещался в городе Баня-Лука, но позднее был перенесён в Сараево. Дивизия подчинялась 65-му армейскому корпусу.

### Борьба с партизанами
Дивизия участвовала в боях с партизанами в восточной Боснии в январе 1942 года. В сентябре — декабре дивизия участвовала в боевых действиях в районе города Яйце против 1-й и 3-й дивизий Народно-освободительной армии Югославии. В январе 1943 года дивизия вела бои против 1-й Пролетарской дивизии в районе между реками Врбас и Босна. В ходе операции «Вайс II» была проведена зачистка территории между Горни-Вакуфом и Коницем.
В марте 1943 года дивизия была пополнена новобранцами и бронетехникой, и 1 апреля 1943 переформирована в 118-ю егерскую дивизию.

## Местонахождение
- с июня 1941 по январь 1943 (Югославия)

## Подчинение
- 65-й армейский корпус 12-й армии группы армий «E» (июнь 1941 — апрель 1943)

## Командиры
- генерал-лейтенант Йохан Фортнер (1 мая 1941 — 14 марта 1943)
- генерал-лейтенант Йозеф Кюблер (14 марта 1943 — 1 апреля 1943)

## Состав
- 738-й пехотный полк (Infanterie-Regiment 738)
- 750-й пехотный полк (Infanterie-Regiment 750)
- 668-й артиллерийский дивизион (Artillerie-Abteilung 668)
- 718-я сапёрная рота (Pionier-Kompanie 177)
- 718-я велосипедная рота (Radfahr-Kompanie 177)
- 718-й рота связи (Nachrichten-Kompanie 718)
- 718-й отряд материального обеспечения (Nachschubtruppen 718)
- 718-й полевой запасной батальон (Feldersatz-Bataillon 718)